# ETA Mira

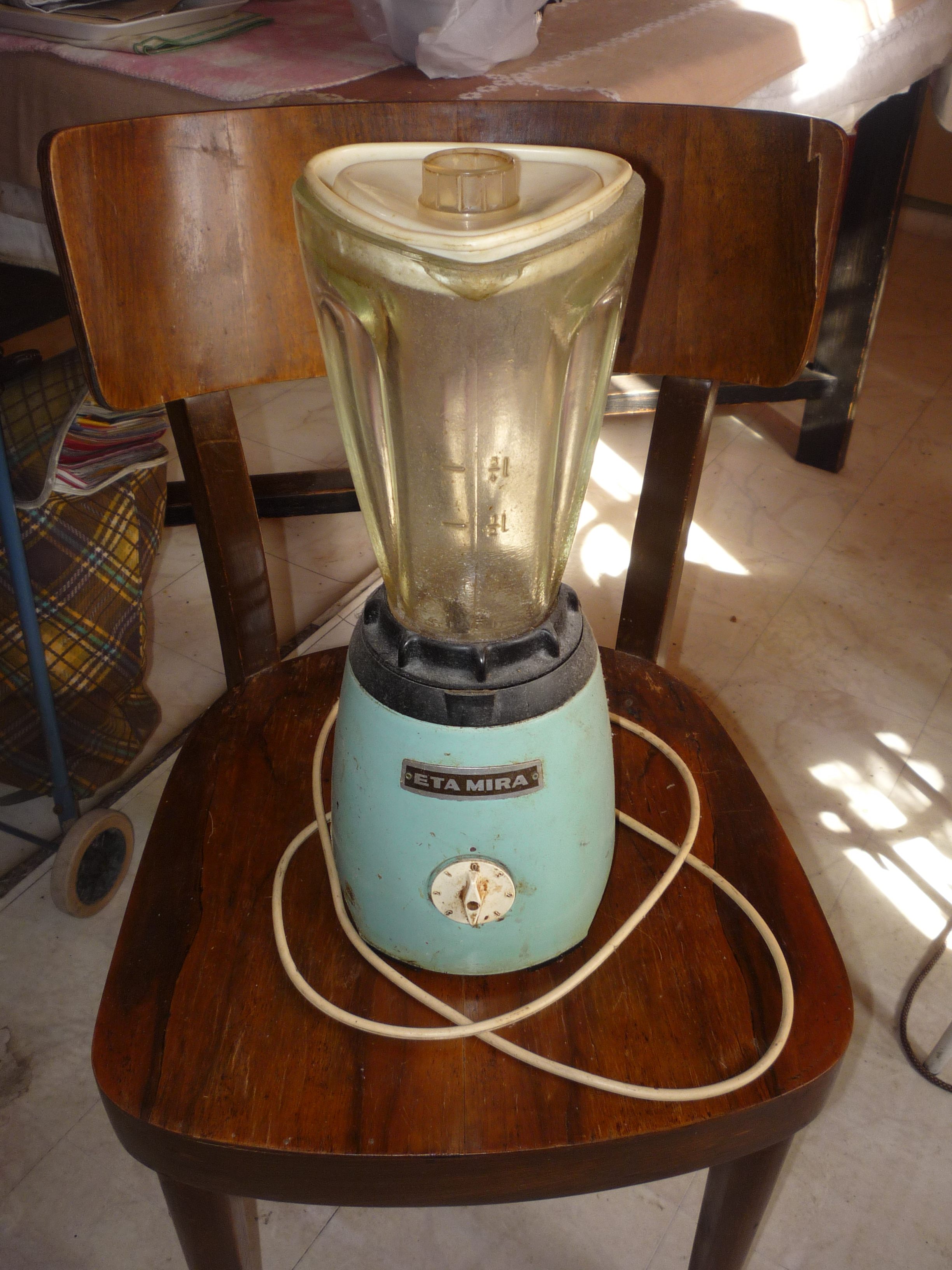
Mixér ETA Mira

ETA Mira (typ 011) byl mixér vyráběný od roku 1963 (dle jiných zdrojů až 1965) československou společností ETA Hlinsko. Produkoval se po dobu čtrnácti let až do poloviny sedmdesátých let 20. století. Na vývoji mixéru se podílel designér Stanislav Lachman, jenž u něj původně zvažoval, že by stál na třech nohou, což by ovšem zvýšilo prodejní cenu výrobku, a proto připravil tři sádrové modely možných podob mixéru, z nichž byla následně vybrána ta, která se nakonec realizovala.
Stroj umožňoval při napětí 220 Voltů regulovat svůj výkon, a to po krocích 185, 240 a 350 Wattů, což odpovídá 6 500, 8 500, resp. 10 500 otáček za minutu. Celý mixér měřil na výšku 428 centimetrů a dosahoval hmotnosti 5,10 kilogramu.